# Хекінан

Хекіна́н (яп. 碧南市, へきなんし, МФА: [hekʲinaɴ ɕi̥]?) — місто в Японії, в префектурі Айті. Розташоване в центрально-південній частині префектури, на заході гирла річки Яхаґі.   Виникло на основі портових містечко раннього нового часу. Отримало статус міста 1969 року. Площа становить 35,86 км². Станом на 1 серпня 2011 року населення складало 71 910  осіб, густота населення — 2010 осіб/км².  Основою економіки є сільське господарство, харчова промисловість, автомобілебудування, машинобудування, комерція. Традиційні ремесла — виготовлення мікавської черепиці та міріну, ливарництво.  

## Квартали
- Айо́й (яп. 相生町, あいおいまち, МФА: [ai̯oi̯ mat͡ɕi̥]) — квартал міста Хекінан префектури Айті, Японія. Утворений 1976 року. Колишня складова кварталу Ніїкава. Назва кварталу походить від назви місцевості.[2]